# Udvari
Udvari è un comune dell'Ungheria centro-meridionale di 515 abitanti (dati 2001). È situato nella contea di Tolna.